# Пенула

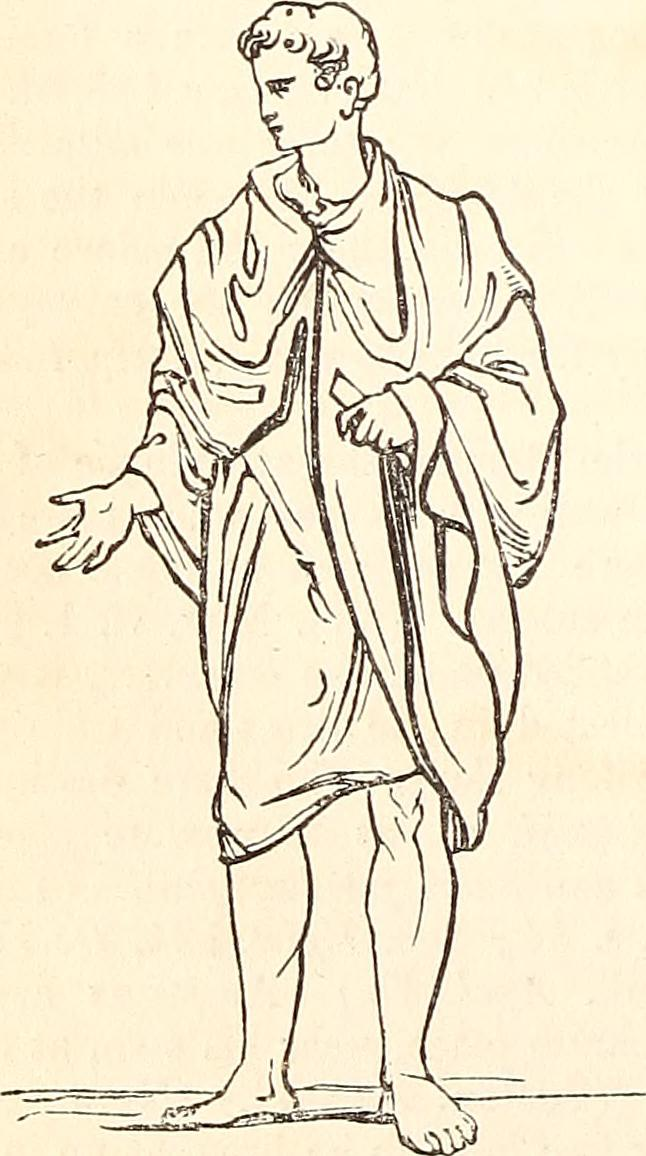

Пенула (лат. paenula) — древнеримский плащ сродни пончо (то есть большой кусок ткани с отверстием для головы, висящий складками вокруг тела). Первоначально его носили только рабы, солдаты и люди низкого статуса; однако в III веке он был принят модниками как удобный плащ для верховой езды или путешествия. И наконец, в соответствии с законом о превосходстве от 382 (Кодекс Феодосиана XIV. 10, 1, de habitu . . . intra urbem), он был предписан как надлежащий повседневный наряд сенаторов, взамен военных хламид; при этом тога предназначалась для государственных мероприятий.